# Phyllomedusa boliviana
Phyllomedusa boliviana là một loài của ếch thuộc họ Nhái bén.
Loài này có ở Argentina, Bolivia, và Brasil.
Môi trường sống tự nhiên của chúng là rừng ẩm vùng đất thấp nhiệt đới hoặc cận nhiệt đới, vùng núi ẩm nhiệt đới hoặc cận nhiệt đới, đầm nước ngọt có nước theo mùa, và ao.
Chúng hiện đang bị đe dọa vì mất môi trường sống.

## Hình ảnh

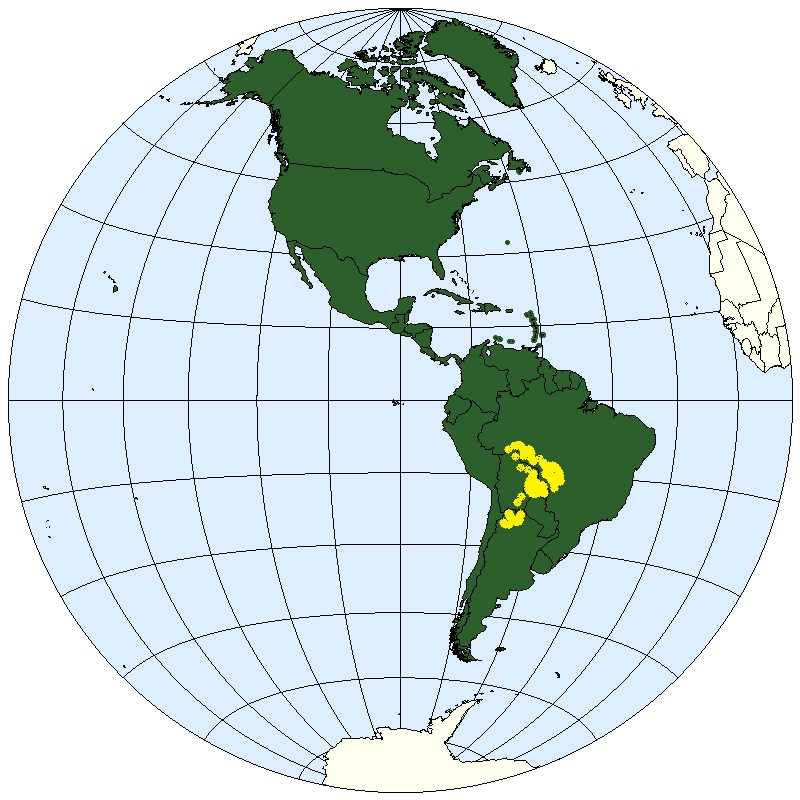